# Premier ministre du Ghana
Le Premier ministre du Ghana est le chef du gouvernement du Ghana entre 1957 et 1960 puis entre 1969 et 1972.

## Histoire
Le premier Premier ministre du Ghana est Kwame Nkrumah, dirigeant du Parti de la convention du peuple, qui occupe ce poste entre l'indépendance du pays, le 6 mars 1957, et la proclamation de la république, le 1er juillet 1960, date à laquelle une nouvelle Constitution abolit ce poste. Nkrumah devient président de la République mais est renversé par un coup d'État en 1966.
Lorsque le Ghana retrouve un régime civilisé, en 1969, le régime parlementaire est rétabli. Le Parti du progrès (PP) remporte les élections législatives et Kofi Abrefa Busia devient Premier ministre le 1er octobre 1969. Le gouvernement de Busia est également renversé par un coup d'État militaire le 13 janvier 1972. Un régime présidentiel est instauré en 1979.
Le poste de Premier ministre n'a jamais été rétabli.

## Liste des Premiers ministres
| No                                                | Portrait                              | Titulaire                             | Mandat                                | Mandat                                | Parti politique                       | Parti politique                       |
| No                                                | Portrait                              | Titulaire                             | Début                                 | Fin                                   | Parti politique                       | Parti politique                       |
| Premier ministre du dominion du Ghana             | Premier ministre du dominion du Ghana | Premier ministre du dominion du Ghana | Premier ministre du dominion du Ghana | Premier ministre du dominion du Ghana | Premier ministre du dominion du Ghana | Premier ministre du dominion du Ghana |
| ------------------------------------------------- | ------------------------------------- | ------------------------------------- | ------------------------------------- | ------------------------------------- | ------------------------------------- | ------------------------------------- |
| 1                                                 |                                       | Kwame Nkrumah (1909-1972)             | 6 mars 1957                           | 1er juillet 1960                      |                                       | Parti de la convention du peuple      |
| Premier ministre de la république du Ghana        |                                       |                                       |                                       |                                       |                                       |                                       |
| Poste aboli (1er juillet 1960 – 1er octobre 1969) |                                       |                                       |                                       |                                       |                                       |                                       |
| 2                                                 |                                       | Kofi Abrefa Busia (1913-1978)         | 1er octobre 1969                      | 13 janvier 1972                       |                                       | Parti du progrès                      |
| Poste aboli (13 janvier 1972 – présent)           |                                       |                                       |                                       |                                       |                                       |                                       |